# 原勝利國民學校禮堂

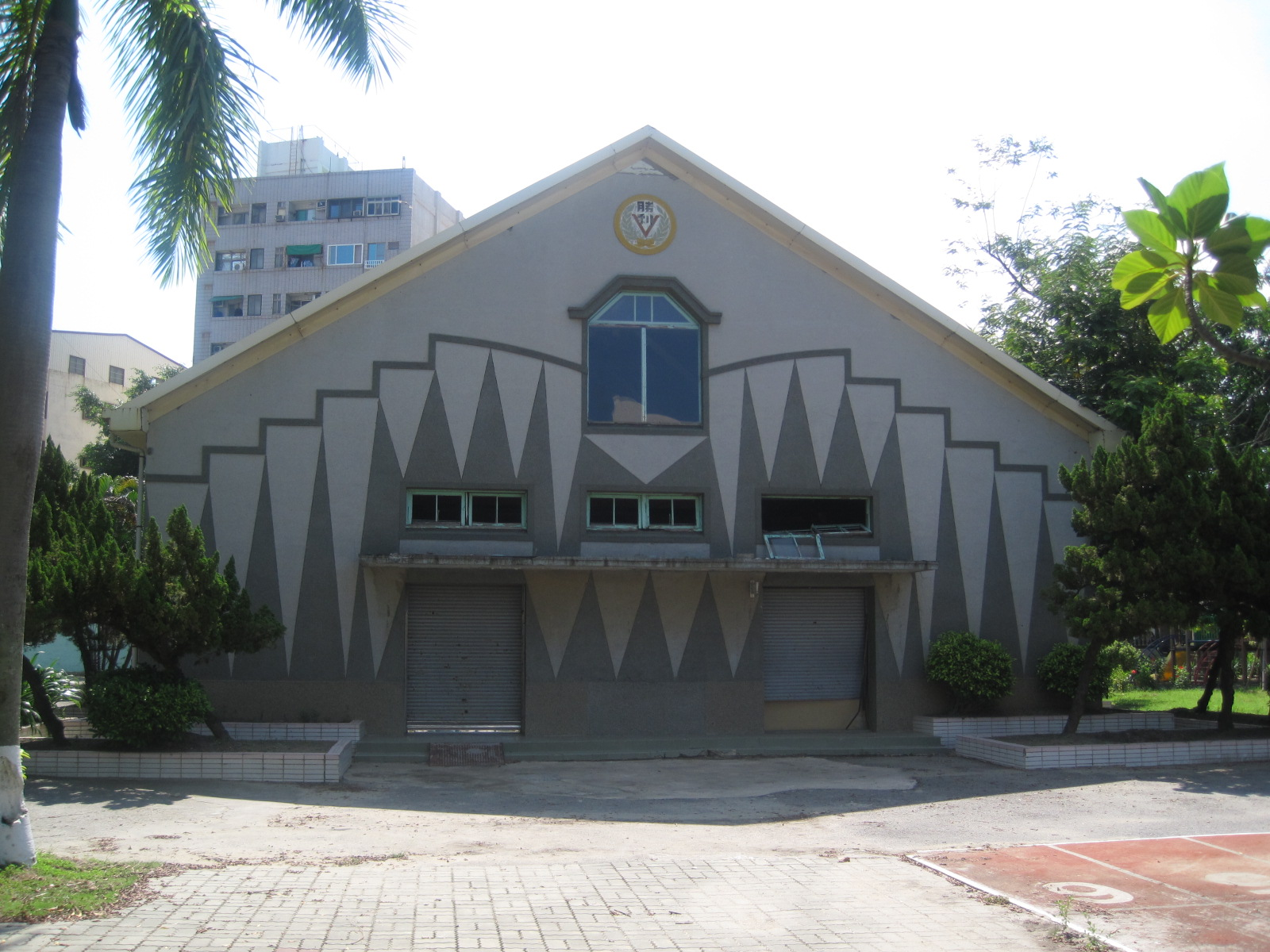
整修前的禮堂，可見正門及油漆顏色的不同

原勝利國民學校禮堂，為台南市東區勝利國小的禮堂，興建於民國52年（1953年），現仍作為學校禮堂使用。勝利國小原為竹園公學校，校園從創校至今多已改建，唯此禮堂為學校較早期的建築。此禮堂興建當時的學校名稱為「勝利國民學校」，故以此作為文化資產登錄名稱。

## 沿革
禮堂原址為日治時期的竹園公學校禮堂，但原禮堂毀於民國41年（1952年）11月的貝斯颱風，後來在隔年重建新禮堂。民國83年（1994 年）因興建中興樓，而將禮堂改作為教師辦公室，後來亦曾當成學生教室使用。
民國94年（2005年）登錄為歷史建築。民國101年（2012年）進行修復工程，於隔年完工。

## 建築特色
本建築為戰後初期建築，禮堂立面以簡單的幾何線條及圖樣作為裝飾，反映當時流行的現代風格。西側立面的山牆上，利用洗石子配合勾缝線角，呈現出對稱性的鋸齒狀圖樣，上方則裝飾有勝利國小的校徽。

## 附近
- 私立光華高中
- 私立長榮中學（原臺南長老教中學校講堂暨校長宿舍）
- 私立長榮女中（原臺南長老教女學校本館暨講堂）
- 台灣府城大東門